# William Molyneux (7e vicomte Molyneux)
William Molyneux (7e vicomte Molyneux) né en 1685 et décédé le- 30 mars 1759, est un prêtre jésuite et membre de la pairie d'Irlande. 

## Biographie
Il est le troisième des quatre fils de William Molyneux, 4e vicomte Molyneux. Après la mort de leur père en 1717, le frère aîné, Richard, détenait initialement le titre jusqu'à sa mort sans héritier mâle en 1738. Il est ensuite passé au deuxième fils, Caryll, qui est également décédé en 1745 laissant le titre à William . 
En tant que prêtre chargé d'une mission catholique à Scholes près de Prescot, il confie le contrôle des domaines à son frère cadet Thomas au motif qu'il est "vieux et n'avait aucune intention de se marier". Cependant, après la mort de Thomas en 1756, on lui ordonne de "cesser ses fonctions paroissiales et d'apparaître dans son propre rang". 
Il meurt le 30 mars 1759 et le titre passe au fils de Thomas, Charles .   